# Leão Sampaio
Leão Sampaio (Barbalha, 6 de fevereiro de 1897 - Juazeiro do Norte, 24 de novembro de 1988) foi um médico e político integralista brasileiro. Participou da Assembleia Constituinte de 1934, a primeira após a Revolução de 1930.

## Biografia
Leão Sampaio nasceu em 6 de fevereiro de 1897, em Barbalha, Ceará, filho de José de Sá Barreto Sampaio e Maria Costa Sampaio. Sua educação básica ocorreu no Colégio Anchieta em Nova Friburgo, Rio de Janeiro. Começou os estudos na Faculdade de Medicina da Bahia no ano de 1916, mas acabou se transferindo para a Faculdade Nacional de Medicina do Rio de Janeiro, onde se formou em 1921. Chegou a trabalhar durante um ano como auxiliar da Assistência Pública enquanto ainda era acadêmico. Especializou-se em medicina clínica e oftalmologia, retornando em seguida para a terra natal. Passou a exercer a profissão em Fortaleza, onde, entre 1923 e 1924, foi diretor de um posto médico de profilaxia rural. Elegeu-se diversas vezes deputado federal e, durante sua vida, pertenceu ao Sindicato dos Médicos do Rio de Janeiro, ao Centro Médico de Fortaleza, ao Centro Dom Vital e à Liga contra o Analfabetismo de Barbalha.
Casou-se com Odorina Castelo Branco Sampaio, com quem teve 13 filhos, entre eles, Mauro Sampaio, que também viria a tornar-se político, elegendo-se prefeito de Juazeiro e deputado federal pelo Ceará. Leão Sampaio faleceu em sua cidade natal em 24 de novembro de 1988, aos 91 anos.

## Carreira Política
Sua trajetória na política teve início em 1929, quando Leão Sampaio participou da campanha da Aliança Liberal contra a eleição de Júlio Prestes como presidente da República. Em 1932, após a Revolução Constitucionalista de São Paulo, Sampaio participou da fundação do Partido Social Democrático (PSD) do Ceará e foi integrante do diretório central da legenda, colocando-se favorável à Revolução de 1930.
Sampaio associa-se à Liga Eleitoral Católica (LEC), e é pela legenda que se elegendo em 1933 como deputado constituinte pelo Ceará. Em julho de 1934, com a promulgação da nova Carta, teve seu mandato estendido, exercendo-o até maio de 1935. Com a criação de novos partidos, ao fim do Estado Novo (1945), filia-se à União Democrática Nacional (UDN) e elege-se, pela legenda, deputado à Assembleia Nacional Constituinte pelo Ceará em dezembro do mesmo ano. Após a promulgação da Constituição de 1946, passa a exercer mandato ordinário e dois anos depois torna-se membro da Comissão Permanente de Saúde Pública.
Em 1950 elege-se novamente deputado pela UDN e em 1954, apesar de ter conquistado segunda suplência, assumiu a cadeira na Câmara desde o início da legislatura. Em 1958 é mais uma vez deputado federal pelo Ceará, na legenda da Coligação Democrática (composta por UDN, PR, PSP e PRP e PTN) e, em 1962, elege-se novamente, desta vez pela legenda União pelo Ceará (UDN e PSD).
Após o golpe militar de 1964, com a instauração do bipartidarismo pelo Ato Institucional n.2 (AI-2) (1965), Sampaio filia-se Aliança Renovadora Nacional (ARENA). Favorável à ditadura militar, reelegeu-se deputado federal em 1966 e 1970, ambas as vezes pela legenda arenista. Em janeiro de 1975 deixou a Câmara Federal, se aposentando pelo Instituto de Previdência dos Congressistas. Muda-se para o Rio de Janeiro, onde permanece até 1987, quando retornou a Barbalha, sua cidade natal.